# OnePlus 6
OnePlus 6 — смартфон компании OnePlus, анонсированный 16 мая 2018 года в Лондоне. По словам компании, OnePlus 6 в первый же день продаж побил рекорд, став самым быстро распродаваемым смартфоном среди всех устройств OnePlus.. Поддерживает установку LineageOS 19.

## Технические характеристики
- Материалы корпуса: металл, стекло
- Операционная система: Android Oreo 8.1 + OxygenOS или LineageOS 19.
- Экран: диагональ 6,28", AMOLED, 2280х1080 точек, ppi 402
- Процессор: Qualcomm Snapdragon 845
- Графика: Adreno 630
- Оперативная память: 6/8 ГБ
- Память для хранения данных: 64/128/256 ГБ
- Основная камера: два модуля 16 + 20 Мп, гибридный автофокус, двойная LED вспышка
- Фронтальная камера: 16 Мп
- Сети: 2G, 3G, 4G
- Интерфейсы: Wi-Fi, Bluetooth 5.0, USB Type-C
- Навигация: GPS, ГЛОНАСС, Galileo, BeiDou
- Дополнительно: акселерометр, датчик освещенности, датчик приближения, гироскоп, компас, датчик Холла, сканер отпечатка пальцев, разъём для наушников, разблокировка по лицу
- Батарея: 3300 мАч, быстрая зарядка Dash Charge (до 65% за полчаса[2])
- Габариты: 155,7 х 75,4 х 7,75 мм
- Вес: 177 г
- Цвета: Mirror Black (черный глянцевый), Midnight Black (черный матовый), Silk White (белый), Amber Red (красный)

## Камера
Ресурс DxoMark оценил камеру смартфона в 96 баллов. 100 очков набрал режим фото, 87 баллов режим видео.

## Программное обеспечение
OnePlus 6 работает на фирменной прошивке OxygenOS, которая изначально базировалась на Android 8.1 Oreo. В сентябре 2018 года было выпущено обновление до Android 9.0 Pie, в бета-версии были проблемы с Google Pay. 
В мае 2019 года компания выпустила бета-версию Android Q для OnePlus 5T и OnePlus 6.

## Продажи
Анонс OnePlus 6 состоялся 16 мая 2018 года в Лондоне. Продажи стартовали в России спустя почти два месяца - 10 июля 2018 года.
Первоначальная стоимость устройства составляла 44990 рублей за версию 6/64 ГБ, 48990 рублей за 8/128 ГБ и 54990 рубля за 8/256 ГБ. Через год цена была снижена почти на 50%, так версию 6/64 ГБ  в июле 2019 года можно приобрести за 26 210 рублей.
В некоторых странах модель представлена в четырех цветах, но в России устройство продается только в двух цветах: Mirror Black (черный глянцевый) и Midnight Black (черный матовый).
В США продажи начались раньше, и 15 июня 2018 года компания сообщила о том, что менее чем за месяц (22 дня) было продано 1 миллион смартфонов OnePlus 6.

## Проблема с защитным стеклом
В июле начали появляться сообщения о трещине на задней крышке, которая проявлялась самопроизвольно без физического воздействия. Трещина на стекле появлялась примерно в одном и том же месте: в районе переключателя громкости. 

## Проблема с экраном
В середине июля 2018 года пользователи стали жаловаться в сети на мерцание и мигание дисплея. По словам пользователей, проблемы начались после обновления прошивки OxygenOS 5.1.8, баг сохранился в версии OxygenOS 5.1.9. Справиться с проблемой помогала очистка кэша устройства. Так же проблема прекращалась при отключении автонастройки яркости экрана.
Проблема была исправлена в версии OxygenOS 5.1.11.